# 선릉 (고려)
선릉(宣陵)은 개성시 해선리에 위치한 고려 제8대 현종의 능이다.